# Festival de la Cançó d'Eurovisió Júnior 2017

Països participants.
Països participants en el passat però no en 2017.

El Festival de la Cançó d'Eurovisió Júnior 2017 va ser el quinzè concurs anual de la cançó d'Eurovisió Júnior, organitzat per l'emissora pública de Geòrgia (GPB) i la Unió Europea de Radiodifusió (UER). Va tenir lloc el 26 de novembre de 2017 al Palau Olímpic, a la capital georgiana, Tbilisi. Aquesta va ser la cinquena vegada que el concurs va ser organitzat pel país guanyador de l'any anterior. L'eslògan i la identitat visual, "Shine Bright", es va revelar al maig de 2017.
Setze països van participar en el concurs, d'entre els quals es va produir el retorn de Portugal per primera vegada des de 2007 i la retirada de Bulgària i Israel. La guanyadora va ser Polina Bogusevich, que va representar Rússia amb la cançó "Kryl'ya", fet que va suposar la segona vegada que Rússia guanyava el Festival d'Eurovisió Júnior, després que les Bessones Tolmachevy ho fessin en 2006, i la tercera victòria general per al país en qualsevol esdeveniment relacionat amb Eurovisió. L'última victòria en qualsevol esdeveniment d'Eurovisió per a Rússia va ser quan Dima Bilan va guanyar Eurovisió 2008 a Belgrad. Així mateix, Geòrgia i Austràlia van acabar en segon i tercer lloc, respectivament.

## Seu del festival
La UER va confirmar al febrer de 2017 que el festival es realitzaria a Geòrgia. Aquesta seria la primera vegada que el país albergaria un esdeveniment eurovisiu, malgrat haver guanyat tres vegades. El 26 de febrer de 2017 es va confirmar que seria Tbilisi, la capital, la ciutat que acolliria el festival. El 16 de març de 2017 es va anunciar que el Palau dels Esports de Tbilisi seria el lloc on se celebrarà el festival. No obstant això, uns mesos més tard, el 9 d'agost de 2017, es va anunciar un canvi de recinte al Palau Olímpic de Tbilisi.

## Països participants
Dels 16 països fundadors, en aquesta edició hi participaren sis d'ells: Belarús, Xipre, Macedònia, Malta, Països Baixos i Polònia.

### Cançons i selecció
| País i TV                | Títol original de la cançó | Artista                      | Procés i data de selecció                                                                                  |
| País i TV                | Traducció al català        | Idiomes                      | Procés i data de selecció                                                                                  |
| ------------------------ | -------------------------- | ---------------------------- | --- |
| Albània · RTSH           | "Don't Touch My Tree"      | Ana Kodra                    | Junior Fest 2017, 14-10-2017 (Presentació versió final, 14-11-2017)                                        |
| Albània · RTSH           | No toquis el meu arbre     | Albanès i anglès             | Junior Fest 2017, 14-10-2017 (Presentació versió final, 14-11-2017)                                        |
| Armènia · AMPTV          | "Boomerang"                | Misha                        | Elecció interna, 18-07-2017 (Presentació cançó, 23-10-2017)                                                |
| Armènia · AMPTV          | Bumerang                   | Armeni i anglès              | Elecció interna, 18-07-2017 (Presentació cançó, 23-10-2017)                                                |
| Austràlia · ABC          | "Speak Up!"                | Isabella Clarke              | Presentació cançó, 08-10-2017 (cantant triada internament, 09-09-2017)                                     |
| Austràlia · ABC          | Parla!                     | Inglés                       | Presentació cançó, 08-10-2017 (cantant triada internament, 09-09-2017)                                     |
| Belarús · BTRC           | "I am the One"             | Helena Meraai                | Final Nacional, 25-08-2017                                                                                 |
| Belarús · BTRC           | Jo sóc l'única             | Rus                          | Final Nacional, 25-08-2017                                                                                 |
| Geòrgia · GPB            | "Voice of the Heart"       | Grigol Kipshidze             | Presentació cançó, 20-10-2017 (cantant triat en Final nacional, 08-09-2017)                                |
| Geòrgia · GPB            | Veu del cor                | Georgià                      | Presentació cançó, 20-10-2017 (cantant triat en Final nacional, 08-09-2017)                                |
| Irlanda · TG4            | "Súile Glasa"              | Muireann McDonnell           | Junior Eurovision Eire 2017 19-11-2017                                                                     |
| Irlanda · TG4            | Ulls verds                 | Gaèlic irlandès              | Junior Eurovision Eire 2017 19-11-2017                                                                     |
| Itàlia · Rai             | "Scelgo (My Choice)"       | Maria Iside Fiore            | Elecció interna, 04-10-2017                                                                                |
| Itàlia · Rai             | Trio                       | Italià i anglès              | Elecció interna, 04-10-2017                                                                                |
| Macedònia · MKRTV        | "Dancing through life"     | Mina Blažev                  | Presentació cançó, 08-10-2017 (cantant triada internament, 08-09-2017)                                     |
| Macedònia · MKRTV        | Ballant per la vida        | Macedònic i anglès           | Presentació cançó, 08-10-2017 (cantant triada internament, 08-09-2017)                                     |
| Malta · PBS              | "Dawra Tond"               | Gianluca Cilia               | Presentació cançó, 29-09-2017                                                                              |
| Malta · PBS              | Donant voltes              | Inglés i maltès              | Presentació cançó, 29-09-2017                                                                              |
| Països Baixos · AVROTROS | "Love Me"                  | Fource                       | Junior Songfestival 2017 16-09-2017 (Presentació cançó, 6-10-2017)                                         |
| Països Baixos · AVROTROS | Estima'm                   | Neerlandès i anglès          | Junior Songfestival 2017 16-09-2017 (Presentació cançó, 6-10-2017)                                         |
| Polònia · TVP            | "Mój dom"                  | Alicja Rega                  | Krajowe Eliminacje, 01-10-2017                                                                             |
| Polònia · TVP            | La meva llar               | Polonès                      | Krajowe Eliminacje, 01-10-2017                                                                             |
| Portugal · RTP           | "Youtuber"                 | Mariana Venâncio             | Júniores de Portugal, 05-10-2017 (Presentació cançó, 29-09-2017)                                           |
| Portugal · RTP           | -                          | Portuguès                    | Júniores de Portugal, 05-10-2017 (Presentació cançó, 29-09-2017)                                           |
| Rússia · RTR             | "Kryl'ya"                  | Polina Bogusevich            | Final Nacional, 03-06-2017                                                                                 |
| Rússia · RTR             | Ales                       | Rus i anglès                 | Final Nacional, 03-06-2017                                                                                 |
| Sèrbia · RTS             | "Ceo svet je naš"          | Irina Brodić & Jana Paunović | Final nacional, 30-09-2017                                                                                 |
| Sèrbia · RTS             | El món sencer és nostre    | Serbi                        | Final nacional, 30-09-2017                                                                                 |
| Ucraïna · UA:PBC         | "Don't Stop"               | Anastasiya Baginska          | Final Nacional, 25-08-2017 (Presentació versió final, 05-10-2017) (Presentación versión final, 05-10-2017) |
| Ucraïna · UA:PBC         | No paris                   | Ucraïnès i anglès            | Final Nacional, 25-08-2017 (Presentació versió final, 05-10-2017) (Presentación versión final, 05-10-2017) |
| Xipre · CyBC             | "I Wanna Be a Star"        | Nicole Nicolau               | Presentació cançó, 08-10-2017 (cantant i cançó triats internament, 15-09-2017)                             |
| Xipre · CyBC             | Vull ser una estrella      | Grec i anglès                | Presentació cançó, 08-10-2017 (cantant i cançó triats internament, 15-09-2017)                             |

### Països Retirats
- Bulgària: S'hi retirà per no poder confirmar la seva participació a temps a causa d'una reestructuració en la delegació búlgara.[43]
- Israel: Decidí retirar-s'hi a causa que l'IBA va ser reemplaçada per la Corporació de Radiodifusió Israeliana.[44][45]

## Festival

### Ordre d'actuació
| N° | País               | Artista(s)                   | Cançó                                       | Lloc | Punts |
| -- | ------------------ | ---------------------------- | ------------------------------------------- | ---- | ----- |
| 01 | Xipre              | Nicole Nicolaou              | "I Wanna Be A Star"                         | 16   | 45    |
| 02 | Polònia            | Alicja Rega                  | "Mój Dom"                                   | 8    | 138   |
| 03 | Països Baixos      | Fource                       | "Love Me"                                   | 4    | 156   |
| 04 | Armènia            | Misha                        | "Boomerang"                                 | 6    | 148   |
| 05 | Belarús            | Helena Meraai                | "I Am The One"                              | 5    | 149   |
| 06 | Portugal           | Mariana Venâncio             | "Youtuber"                                  | 14   | 54    |
| 07 | Irlanda            | Muireann McDonnell           | "Súile Glasa"                               | 15   | 54    |
| 08 | Macedònia          | Mina Blažev                  | "Dancing Through Life"                      | 12   | 69    |
| 09 | Geòrgia            | Grigol Kipshidze             | "Voice Of The Heart"                        | 2    | 185   |
| 10 | Albània            | Ana Kodra                    | "Don't Touch My Tree (Mos Ma Prekni Pemën)" | 13   | 67    |
| 11 | Ucraïna            | Anastasiya Baginska          | "Don't Stop"                                | 7    | 147   |
| 12 | República de Malta | Gianluca Cilia               | "Dawra Tond"                                | 9    | 107   |
| 13 | Rússia             | Polina Bogusevich            | "Kryl'ya"                                   | 1    | 188   |
| 14 | Sèrbia             | Irina Brodić & Jana Paunović | "Ceo svet je naš"                           | 10   | 92    |
| 15 | Austràlia          | Isabella Clarke              | "Speak Up!"                                 | 3    | 172   |
| 16 | Itàlia             | Maria Iside Fiore            | "Scelgo (My Choice)"                        | 11   | 86    |

### Portaveus
| - Albània - Sabjana Rizvanu - Armènia - Lilit - Austràlia - Liam Clarke (Germà de Isabella Clarke) - Belarús - Saba Karazanashvili - Xipre - Maria Christophorou (Amiga de Nicole Nicolaou) - Geòrgia - Lizi Tavberidze (Representant de Geòrgia en 2015 com a integrant de The Virus) - Irlanda - Walter McCabe (Concursant en la preselecció nacional) - Itàlia - Sofia Bartoli |  | - Macedònia (A.R.I) - Kjara Blažev (Germana de Mina Blažev) - República de Malta - Mariam Andghuladze - Països Baixos - Thijs Schlimback (Germà de Niels Schlimback) - Polònia - Dominika Ptak (Concursant en la preselecció nacional) - Portugal - Duarte Valença (Concursant en la preselecció nacional) - Rússia - Tonya Volodina - Sèrbia - Mina Grujić - Ucraïna - Sofia Rol (Representant d'Ucraïna en l'edició anterior) |  |

### Taula de puntuacions
|              |                    | Votants |         |               |         |         |          |         |                    |         |         |         |                    |        |        |           |        |    |    |
| Total        | Votació Online     | Xipre   | Polònia | Països Baixos | Armènia | Belarús | Portugal | Irlanda | Macedònia del Nord | Geòrgia | Albània | Ucraïna | República de Malta | Rússia | Sèrbia | Austràlia | Itàlia |    |    |
| Participants | Xipre              | 45      | 40      |               | 2       |         | 1        |         |                    | 2       |         |         |                    |        |        |           |        |    |    |
| Participants | Polònia            | 138     | 61      | 1             |         | 10      | 6        | 4       | 5                  | 12      | 7       | 2       | 8                  | 3      | 6      | 5         | 1      | 6  | 1  |
| Participants | Països Baixos      | 156     | 112     | 5             | 4       |         | 10       | 6       |                    |         |         | 1       |                    | 4      |        | 4         | 5      |    | 5  |
| Participants | Armènia            | 148     | 56      | 12            | 10      |         |          | 8       | 8                  |         | 2       | 10      | 10                 | 10     | 7      | 10        | 2      | 3  |    |
| Participants | Belarús            | 149     | 69      | 6             | 5       | 2       | 7        |         | 10                 | 1       | 5       | 5       | 5                  | 2      | 12     | 8         | 4      | 8  |    |
| Participants | Portugal           | 54      | 45      |               |         |         | 2        |         |                    |         |         | 4       |                    |        |        |           |        |    | 3  |
| Participants | Irlanda            | 54      | 42      |               |         |         |          |         | 3                  |         |         |         | 3                  | 1      |        | 1         |        |    | 4  |
| Participants | Macedònia          | 69      | 41      |               | 1       | 3       | 3        | 1       | 1                  | 4       |         |         | 6                  |        | 5      |           | 3      | 1  |    |
| Participants | Geòrgia            | 185     | 42      | 3             | 12      | 7       | 12       | 12      | 7                  | 10      | 10      |         | 12                 | 12     | 10     | 12        | 8      | 10 | 6  |
| Participants | Albània            | 67      | 35      | 8             |         |         |          |         |                    | 7       | 3       |         |                    |        |        | 2         |        | 4  | 8  |
| Participants | Ucraïna            | 147     | 67      | 7             | 6       | 5       | 8        | 5       | 4                  | 3       | 6       | 8       | 2                  |        | 4      | 3         | 12     | 7  |    |
| Participants | República de Malta | 107     | 81      |               |         | 6       |          | 2       |                    |         | 1       |         |                    |        |        |           |        | 5  | 12 |
| Participants | Rússia             | 188     | 66      | 10            | 8       | 8       | 4        | 10      | 12                 | 5       | 12      | 12      | 7                  | 5      | 8      |           | 7      | 12 | 2  |
| Participants | Sèrbia             | 92      | 44      |               | 3       | 4       |          |         | 2                  | 6       | 8       | 3       | 4                  | 7      | 2      |           |        | 2  | 7  |
| Participants | Austràlia          | 172     | 79      | 2             | 7       | 12      | 5        | 7       | 6                  | 8       | 4       | 7       | 1                  | 8      | 3      | 7         | 6      |    | 10 |
| Participants | Itàlia             | 86      | 49      | 4             |         | 1       |          | 3       |                    |         |         | 6       |                    | 6      | 1      | 6         | 10     |    |    |

#### Màximes puntuacions
| Núm. | A                  | De                                                  |
| ---- | ------------------ | --------------------------------------------------- |
| 6    | Geòrgia            | Polònia, Rússia, Belarús, Armènia, Albània, Ucraïna |
| 4    | Rússia             | Portugal, Macedònia (ARI), Geòrgia, Austràlia       |
| 1    | Armènia            | Xipre                                               |
| 1    | Austràlia          | Països Baixos                                       |
| 1    | Polònia            | Irlanda                                             |
| 1    | Belarús            | República de Malta                                  |
| 1    | Ucraïna            | Sèrbia                                              |
| 1    | República de Malta | Itàlia                                              |

### Comentaristes

#### Països participants
- Albània – Andri Xhahu (RTSH 1 HD)[46]
- Armènia – Gohar Gasparyan (Armenia 1)
- Austràlia – Grace Koh, Pip Rasmussen i Tim Mathews (ABC Me)[47]
- Belarús – Evgeniy Perlin (Belarus 1 i Belarus 24)[48]
- Xipre – Kyriacos Pastides (RIK 2)
- Geòrgia – Demetre Ergemlidze (1TV)
- Irlanda – TBA (TG4)
- Itàlia – Laura Carusino i Mario Acampa (Rai Gulp)[49]
- Macedònia del Nord – Eli Tanaskovska (MRT 1)
- República de Malta – Sense comentaris (TVM1)
- Països Baixos – Jan Smit (NPO Zapp)
- Polònia – Artur Orzech (TVP2)[50]
- Portugal – Hélder Reis i Nuno Galopim (RTP1, RTP Internacional i RTP África)[51][52]
- Rússia – Lipa Teterich (Karusel)[53]
- Sèrbia – Olga Kapor i Tamara Petković (RTS2 i RTS Satelit)[54]
- Ucraïna – Timur Miroshnychenko (UA:Pershyi)[55]

### Països no participants
- Israel – Sense comentaris (KAN 11)[56]
- Kazakhstan – TBA (Kanal 31)[57]

### Desplegament de votacions
En aquesta edició es va fer destacable la votació online mitjançant la pàgina web del festival, la qual va consistir en dues rondes: La primera consistia a votar des del dia 24 fins al 26 de novembre, just abans que comencés el festival. En aquesta pàgina web era obligatori mirar-se una recapitulació de les cançons dels participants, i una vegada acabés, els votants tenien l'opció de votar 3, 4 o 5 dels seus favorits. Cal destacar que també es podia votar pel mateix país. Per la seva part, la segona tenia lloc just el mateix dia del festival i el mètode era el mateix que en la primera ronda, només amb la diferència que els votants tenien 15 minuts per votar abans que s'acabés el temps. No obstant això, la segona ronda de la votació va acabar col·lapsada i només es van comptabilitzar els vots de la primera.
| Pos. | Jurat            | Punts |
| ---- | ---------------- | ----- |
| 1    | Geòrgia          | 143   |
| 2    | Rússia           | 122   |
| 3    | Austràlia        | 93    |
| 4    | Armènia          | 92    |
| 5    | Belarús          | 80    |
| 6    | Ucraïna          | 80    |
| 7    | Polònia          | 77    |
| 8    | Sèrbia           | 48    |
| 9    | Països Baixos    | 44    |
| 10   | Itàlia           | 37    |
| 11   | Albània          | 32    |
| 12   | ARI de Macedònia | 28    |
| 13   | Malta            | 26    |
| 14   | Irlanda          | 12    |
| 15   | Portugal         | 9     |
| 16   | Xipre            | 5     |

| Pos. | Votació en línia | Punts |
| ---- | ---------------- | ----- |
| 1    | Països Baixos    | 112   |
| 2    | Malta            | 81    |
| 3    | Austràlia        | 79    |
| 4    | Belarús          | 69    |
| 5    | Ucraïna          | 67    |
| 6    | Rússia           | 66    |
| 7    | Polònia          | 61    |
| 8    | Armènia          | 56    |
| 9    | Itàlia           | 49    |
| 10   | Portugal         | 45    |
| 11   | Sèrbia           | 44    |
| 12   | Geòrgia          | 42    |
| 13   | Irlanda          | 42    |
| 14   | ARI de Macedònia | 41    |
| 15   | Xipre            | 40    |
| 16   | Albània          | 35    |

## Controvèrsies
- La cançó d'Albània va ser filtrada al juny i cantada en un altre programa albanès. Això trenca les normes del festival, les quals diuen que les cançons no es poden presentar amb anterioritat.
- La cançó de Portugal es diu Youtuber. En principi va tenir polèmica el títol de la cançó, ja que estaria infringint les regles sobre marques.
- Va existir el risc que Macedònia fos expulsada del concurs a causa que la radiodifusora MKRTV ha acumulat llargs deutes i per això va ser sancionada per part de la UER. Una cosa similar va ocórrer amb Romania en l'edició adulta de 2016. Poc temps després, la radiodifusora MKRTV va confirmar que el país podria participar tant en aquesta edició com en l'edició adulta de 2018.
- La cançó i representant Irlandesa, així com les versions oficials de les cançons d'Albània i Portugal van ser filtrades en sortir a la venda el CD oficial del festival abans d'hora.
- La cançó de Malta sona bastant similar a 'People of the sun' de Betty (Armènia, 2014).